# HMS Salvia (K97)
HMS Salvia (K97) je bila korveta razreda flower Kraljeve vojne mornarice, ki je bila operativna med drugo svetovno vojno.

## Zgodovina
24. decembra 1941 je zahodno od Aleksandrije ladjo torpedirala in potopila nemška podmornica U-568; umrli so vsi člani posadke.